# Sławoszów
Sławoszów (niem. Amaliengrund) – wieś w Polsce, położona w województwie opolskim, w powiecie głubczyckim, w gminie Głubczyce.
W latach 1975–1998 miejscowość administracyjnie należała do województwa opolskiego.
Leży na terenie Nadleśnictwa Prudnik (obręb Prudnik).

## Nazwa
12 lutego 1948 r. ustalono urzędową polską nazwę miejscowości – Sławoszów, określając drugi przypadek jako Sławoszowa, a przymiotnik – sławoszowski.

## Integralne części wsi
| SIMC    | Nazwa       | Rodzaj     |
| ------- | ----------- | ---------- |
| 0494522 | Dobrogostów | przysiółek |

## Historia
Do głosowania podczas plebiscytu na Górnym Śląsku uprawnionych było w Sławoszowie 269 osób, z czego 159, ok. 59,1%, stanowili mieszkańcy (w tym 154, ok. 57,2% całości, mieszkańcy urodzeni w miejscowości). Oddano 267 głosów (ok. 99,3% uprawnionych), w tym 267 (100%) ważnych; za Niemcami głosowało 266 osób (ok. 99,6%), a za Polską 1 osoba (ok. 0,4%).